# 설파닐아마이드
설파닐아마이드(Sulfanilamide, sulphanilamide) 혹은 술파닐아미드는 설파닐산의 설폰산기 안 하이드록시기가 아미노기로 치환된 형태이다. 또는, 아닐린과 술폰아미드가 결합된 형태이기도 하다.
또한, 설파닐아마이드는 루프성 이뇨제 푸로세미드, 항생제 술파디아진, 술파메톡사졸, 술파피리딘, 술파티아졸, 술파세타마이드등 의 구조에 포함되어있으며, 이들은 설파제 혹은 술파제라고 불린다.
일부 설파닐아마이드 구조가 포함된 약은 섭취 시 심각한 신장장애를 유발할 수 있다.

## 이용
분말 형태의 설파닐아마이드는 세계 2차 대전에서 환부의 감염 속도를 늦추고, 감염을 막기 위해 연합군 측이 사용하였다. 설파닐아마이드 도입 이후 사망률이 급격히 줄어들었다. 개발 이후, 미국에서는 1년에 약 2만 5천명 정도의 사망자가 줄어들었다. 현대에서는 항생제가 이 화합물을 대체하여 사용량이 줄어들었고 현재는 질의 칸디다증 치료에 사용된다. 궤장성 대장염 혹은 류마티스 관절염에도 사용된다.

## 작용 기전
엽산 생산에 필요한 파라 아미노 벤조산(PABA)과 유사한 구조를 띄어 PABA 대신 엽산 생산에 관여하게 되어 미생물의 엽산 생합성을 막는다. 숙주의 세포는 엽산을 자체 생산하지 않기에 해당 물질에 영향을 받지 않는다.

## 역사
설파닐아마이드는 1908년, 오스트리아 비엔나의 Technische Hochsschule에서 파울 기르모(Paul Gelmo)가 박사 학위의 일부로 처음 제조하였으며, 1909년에 특허를 받았다.
그리고 1935년, 게르하르트 도마크는 파스퇴르 연구소에서 활성상태의 설파닐아마이드 결정, 프론토실을 제조하였고, 이 공로로 1939년 노벨 생리학·의학상을 받는다.
그러던 1937년, 제약회사 마센질은 시중에서 알약형태로 판매되고 있던 설파닐아마이드를 어린이가 먹기 쉽도록 디에틸렌 글리콜에 용해하여 딸기향을 첨가해 시중에 내놓게 된다. 그러나, 디에틸렌 글리콜의 유독성으로 인해 약을 먹은 353명중 105명이 사망하였다. 이 사태로 인하여 1938년, FDA 규제 법안이 발표 되었으며 이후 모든 의약품은 독성검사 결과를 제출해야 시중에 팔릴 수 있게 되었다.

## 같이 보기
- 탈리도마이드